# Anthony Paul Kelly
Anthony Paul Kelly (1897 – New York, 26 settembre 1932) è stato uno sceneggiatore e commediografo statunitense.
Era conosciuto anche con i nomi Anthony B. Kelly o Anthony P. Kelly. Dal 1914 al 1940, il suo nome appare in 61 film, anche dopo la sua morte, avvenuta per suicidio nel 1932 a New York. Scrisse anche per il teatro e una sua commedia, Three Faces East, venne adattata varie volte per lo schermo.

## Filmografia
La filmografia è completa. 
- The Great Leap: Until Death Do Us Part, regia di Christy Cabanne - sceneggiatura (1914)
- The Painted Lady - sceneggiatura (1914)
- The Wireless Voice, regia di Edgar Lewis - sceneggiatura (1914)
- Paid with Interest, regia di Donald Crisp - sceneggiatura (1914)
- The Tear That Burned, regia di John B. O'Brien - storia (1914)
- The Odalisque, regia di Christy Cabanne - sceneggiatura (1914)
- The Walls of Jericho, regia di Lloyd B. Carleton e James K. Hackett - sceneggiatura (1914)
- Over the Ledge, regia di Fred Kelsey - sceneggiatura (1914)
- A Voice in the Night - sceneggiatore (1915)
- The Rider of Silhouette, regia di Clem Easton - scenario (1915)
- The Streets of Make Believe, regia di George Lessey - scenario (1915)
- Rene Haggard Journeys On, regia di Ben F. Wilson - storia (1915)
- The Builder of Bridges, regia di George Irving - sceneggiatura (1915)
- A Life in the Balance, regia di George Lessey - storia (1915)
- The Valley of Silent Men, regia di Clem Easton - storia (1915)
- Destiny: Or, The Soul of a Woman, regia di Edwin Carewe - scenario (1915)
- Body and Soul, regia di George Irving - scenario (1915)
- The Great Divide, regia di Edgar Lewis - scenario (1915)
- Sorrows of Happiness, regia di Joseph Kaufman - sceneggiatura (1916)
- Shattered Nerves, regia di Ben F. Wilson - sceneggiatura (1916)
- The City of Failing Light, regia di George Terwilliger - sceneggiatura (1916)
- Destiny, regia di Harry Beaumont - scenario (1916)
- The Voice in the Night, regia di Clay M. Greene - scenario (1916)
- Driftwood, regia di Marshall Farnum - scenario (1916)
- What Happened at 22, regia di George Irving - scenario (1916)
- Jaffery, regia di George Irving - scenario (1916)
- The Light at Dusk, regia di Edgar Lewis - scenario (1916)
- The Conquest of Canaan, regia di George Irving - scenario (1916)
- The Witching Hour, regia di George Irving - scenario (1916)
- Ignorance, regia di James A. Fitzgerald - storia (1916)
- Did It Ever Happen to You?, regia di Harry Jackson - scenario (1917)
- The Accomplice, regia di Ralph Dean - sceneggiatura (1917)
- Some Doctor, regia di Harry Jackson - scenario (1917)
- Mayblossom, regia di Edward José - sceneggiatore (1917)
- God's Man, regia di George Irving - scenario (1917)
- The Recoil, regia di George Fitzmaurice - sceneggiatore (1917)
- The Bar Sinister
- Outcast, regia di Dell Henderson - scenario (1917)
- The Gulf Between, regia di Wray Bartlett Physioc - sceneggiatura (1917)
- Raffles, the Amateur Cracksman, regia di George Irving - sceneggiatura (1917)
- The Impostor, regia di George Abbott e Dell Henderson (1918)
- The Sign Invisible, regia di Edgar Lewis (1918)
- My Own United States, regia di John W. Noble - sceneggiatore (1918)
- The Woman the Germans Shot, regia di John G. Adolfi - storia e sceneggiature (1918)
- Life's Greatest Problem, regia di J. Stuart Blackton (1918)
- Once to Every Man, regia di T. Hayes Hunter (1918)
- The Birth of a Race, regia di John W. Noble (1918)
- Code of the Yukon, regia di Bertram Bracken (1918)
- The Common Cause, regia di J. Stuart Blackton - sceneggiatura (1919)
- A House Divided, regia di J. Stuart Blackton - sceneggiatura (1919)
- Agonia sui ghiacci (Way Down East), regia di D.W. Griffith - sceneggiatura (1920)
- Playthings of Destiny, regia di Edwin Carewe (1921)
- Love's Redemption, regia di Albert Parker (1921)
- Stardust, regia di Hobart Henley (1922)
- My Old Kentucky Home, regia di Ray C. Smallwood - soggetto (1922)
- The Silent Command, regia di J. Gordon Edwards (1923)
- The Governor's Lady, regia di Harry F. Millarde (1923)
- The Scarlet West, regia di John G. Adolfi (1925)
- Three Faces East, regia di Rupert Julian - lavoro teatrale (1926)
- Agente segreto Z1 (Three Faces East), regia di Roy Del Ruth - lavoro teatrale (1930)
- British Intelligence, regia di Terry O. Morse - lavoro teatrale Three Faces East (1940)

## Lavori teatrali
- Three Faces East (1918)
- The Phantom Legion (1919)